# Inhuman Rampage
Inhuman Rampage é o terceiro álbum de estúdio da banda inglesa de Extreme power metal DragonForce, lançado em 9 de janeiro de 2006 em Londres e em 20 de junho de 2006 nos Estados Unidos. O álbum alcançou o primeiro lugar na Billboard para "Top Heatseekers"; também chegou à posição número 103 na Billboard 200. O primeiro single, "Through the Fire and Flames", foi transmitido em rádios de rock e na Fuse TV, além de ter sido implementado como faixa jogável no videogame Guitar Hero III: Legends of Rock. Inhuman Rampage recebeu certificação de prata no Reino Unido, vendeu 312,000 unidades nos Estados Unidos e mais de meio milhão ao redor do mundo. Um livro musical transcrito foi lançado para o álbum em 15 de setembro de 2008 pela Hal Leonard Publishing Corporation.
Em 2017, o portal Loudwire o elegeu como o 24º melhor disco de power metal de todos os tempos.

## Produção
A gravação do álbum aconteceu no Thin Ice Studios, em Surrey, Inglaterra, e no LamerLuser Studios, em Londres, entre março e setembro de 2005. Durante a gravação de "Through the Fire and Flames", o guitarrista Herman Li arrebentou uma das cordas da sua guitarra. Apesar disso, a banda decidiu manter essa versão e deixou-a na versão final do álbum. Inhuman Rampage foi então mixado no Thin Ice Studios por Karl Groom, Sam Totman, Herman Li e Vadim Pruzhanov e produzido por Karl Groom e Herman Li. A masterização foi feita por Eberhard Köhler no Powerplay Mastering em Berlim, na Alemanha.

## Faixas
| N.º            | Título                                     | Compositor(es)            | Duração |  |
| 1.             | "Through the Fire and Flames"              | Totman, Theart            | 7:20    |  |
| 2.             | "Revolution Deathsquad"                    | Totman                    | 7:52    |  |
| 3.             | "Storming the Burning Fields"              | Pruzhanov                 | 5:20    |  |
| 4.             | "Operation Ground and Pound"               | Totman, Theart            | 7:45    |  |
| 5.             | "Body Breakdown"                           | Pruzhanov, Li, Totman     | 6:58    |  |
| 6.             | "Cry for Eternity"                         | Totman                    | 8:13    |  |
| 7.             | "The Flame of Youth"                       | Li                        | 6:42    |  |
| 8.             | "Trail of Broken Hearts"                   | Pruzhanov, Totman, Theart | 5:55    |  |
| 9.             | "Lost Souls in Endless Time" (faixa bônus) | Pruzhanov                 | 6:22    |  |
| Duração total: | Duração total:                             | Duração total:            | 62:27   |  |

### Incrementos ao CD
| EUA & Canadá |                                            |         |  |
| N.º          | Título                                     | Duração |  |
| 10.          | "Through the Fire and Flames" (videoclipe) | 4:59    |  |

| Resto do mundo |                                                                         |         |  |
| N.º            | Título                                                                  | Duração |  |
| 11.            | "Behind-The-Scenes Rockumentary" (videoclipe)                           |         |  |
| 12.            | "Vídeos da turnê ao vivo (festivais europeus e japoneses)" (videoclipe) |         |  |
| 13.            | "Pacote com tema para Microsoft Windows"                                |         |  |

### Edição especial com DVD bônus[8]
| N.º | Título                                                                         | Duração |  |
| 1.  | "Through the Fire and Flames" (videoclipe)                                     | 4:59    |  |
| 2.  | "Operation Ground and Pound" (videoclipe)                                      | 5:03    |  |
| 3.  | "Behind-The-Scenes Rockumentary"                                               |         |  |
| 4.  | "My Spirit Will Go On" (ao vivo em 10 de junho de 2006 no Metal Hammer Awards) |         |  |

## Integrantes
| - ZP Theart – vocais, vocais de apoio - Herman Li – guitarras, vocais de apoio, mixagem, produção, arte gráfica - Sam Totman – guitarras, vocais de apoio, mixagem - Vadim Pruzhanov – teclados, piano, vocais de apoio, mixagem - Dave Mackintosh – bateria, vocais de apoio - Frédéric Leclercq - baixo, vocais de apoio - Adrian Lambert – baixo - Clive Nolan – vocais de apoio - Lindsay Dawson – vocais de apoio - Karl Groom – mixagem, produção - Eberhard Köhler – masterização | - Chie Kimoto, Daniel Bérard – arte gráfica - Marisa Jacobi – design gráfico - Axel Jusseit – fotografia de estúdio - Julie Brown, Johan Eriksson – fotografia ao vivo - Steve McTaggart – gerência - Josh Kline – representação de agência (América do Norte, com o Agency Group USA Ltd.) - Peter Dempset – administração da turnê (Podie Ponk Productions, Londres) - Penny Ganz – representação legal (P Ganz & Co. Londres) - Mark Howe – gerências administrativa (Entertainment Accounting International Ltd.) - Ron Zeelens – visto da papelada (RAZco Visa's, Nova Iorque) |

## Desempenho nas paradas

### Álbum
| Parada musical                 | Posição |        |
| ------------------------------ | ------- | ------ |
| UK Albums Chart                | 70      | [ 9 ]  |
| Sverigetopplistan              | 54      | [ 10 ] |
| The Billboard 200              | 103     | [ 11 ] |
| Billboard Comprehensive Albums | 106     | [ 12 ] |
| Top Hard Rock Albums           | 18      | [ 13 ] |
| Top Heatseekers                | 1       | [ 11 ] |
| Top Independent Albums         | 5       | [ 11 ] |

#### Final do ano
| Parada musical         | Posição |        |
| ---------------------- | ------- | ------ |
| Top Independent Albums | 38      | [ 14 ] |

### Singles
| Ano                                                                   | Título                        | Posição | Posição | Posição | Posição | Posição   | Posição  | Posição | Certificação |
| Ano                                                                   | Título                        | CAN     | CAN D.  | EUA     | EUA Pop | EUA Main. | EUA Digi | EUA DT  | Certificação |
| --------------------------------------------------------------------- | ----------------------------- | ------- | ------- | ------- | ------- | --------- | -------- | ------- | ------------ |
| 2006                                                                  | "Through the Fire and Flames" | 61      | 50      | 86      | 56      | 34        | 49       | 42      | EUA: Ouro    |
| 2006                                                                  | "Operation Ground and Pound"  | —       | —       | —       | —       | —         | —        | —       |              |
| "—" significa singles que foram lançados mas não chegaram às paradas. |                               |         |         |         |         |           |          |         |              |

## Histórico de lançamentos
| Ano  | Região    | Data            | Formato        | Gravadora  | Número de catálogo | Notas           |  |
| ---- | --------- | --------------- | -------------- | ---------- | ------------------ | --------------- |  |
| 2006 | Mundo     | 9 de janeiro    | CD aprimorado  | Roadrunner | RR 8070-2          |                 |  |
| 2006 | Japão     | 2 de janeiro    | CD aprimovrado | Victor     | VICP-63220         | Com faixa bônus |  |
| 2006 | Argentina |                 | CD aprimorado  | Icarus     | Icarus 205         |                 |  |
| 2007 | Mundo     | 13 de fevereiro | CD & DVD       | Roadrunner | 1686-180042        | Com faixa bônus |  |